# Смолянський заказник
Смо́лянський зака́зник — лісовий заказник місцевого значення в Україні. Розташований у межах Чернігівського району Чернігівської області, на південь від села Смолянка.
Площа 28,8 га. Статус присвоєно згідно з рішенням Чернігівської обласної ради від 11.04.2000 року. Перебуває у віданні ДП «Чернігівське лісове господарство» (Олишівське л-во, кв. 20, вид. 2; кв. 39, вид. 16; кв. 40, вид. 15, 18; кв. 42, вид. 10).
Статус присвоєно для збереження кількох невеликих частин лісового масиву з цінними насадженнями дуба.